# Adrien-Gabriel Morice
Adrien-Gabriel Morice (1859-1939) est un prêtre,  un missionnaire, un linguiste et un religieux oblat canadien.
Né à Saint-Mars-sur-Colmont dans le département de la Mayenne, l'œuvre de Émile Petitot l'inspira dans son entreprise de devenir missionnaire et explorateur du nord-ouest canadien. Arrivé en Colombie-Britannique, il fit un passage à l'école Saint-Joseph de Williams Lake, où il étudia le chilcotin et commença son étude pionnière de la langue Dakelh.
En 1885, ses rêves furent réalisés lorsqu'il fut posté au Fort St. James, le poste des missions et des traites dans l'aire athabascane. Seul missisonaire en état de maîtriser le déné, il composa un syllabaire pour cette langue en faisant une adaptation radicale du syllabaire cri.
De 1891 à 1894, il publia un journal bimensuel, le Dustl'us Nawhulnuk, en déné ; il fut aussi responsable de la publication d'hymnes et de catéchèses dans cette langue. Son chef-d'œuvre aura été The Carrier Language: A Grammar and Dictionary, qui fit du carrier la mieux connue des langues de l'Athabaska.
Le Père Morice aurait préféré demeurer à Fort Saint James, mais en 1904, il en fut retiré par son évêque, en raison des difficultés personnelles qu'il avait avec les autres missionnaires. Il vécut la fin de sa vie à Winnipeg, où il continua son étude du carrier et de l'histoire locale et religieuse.
La ville de Moricetown en Colombie-Britannique est nommée en l'honneur du père Morice. Dans la même région, la rivière Morice et le lac Morice rappellent aussi sa mémoire.

## Ouvrages publiés
- Au pays de l'ours noir chez les Sauvages de la Colombie-Britannique, 1897
- The Great Dené Race, 1906
- Dictionnaire historique des Canadiens et des Métis français de l'Ouest, 1908
- L'Histoire de l'Église catholique dans l'Ouest canadien, 1912
- Travaux dans Catholic Encyclopedia

## Revues
- La Revue canadienne
- Le Canada français
- Revue de l'Université d'Ottawa
- American Anthropologist